# Sweet Freedom
Albums de Uriah Heep
Uriah Heep Live
(1973) Wonderworld
(1974)
Singles
1. Stealin'
Sortie : Juillet 1973

Sweet Freedom est le sixième album studio du groupe de rock britannique Uriah Heep. Il est sorti le 2 septembre 1973 sur le label Bronze Records (Warner Bros Records pour les États-Unis) et a été produit par Gerry Bron.

## Historique
Pour ne pas entrer dans la routine, les cinq premiers albums du groupe ayant été enregistrés aux Lansdowne Studios de Londres, et aussi pour échapper aux taxes du Royaume-Uni, le groupe s'exila en France au Château d'Hérouville pour l'enregistrement du successeur de The Magician's Birthday. L'enregistrement se déroula pendant les mois de juin et juillet 1973. D'après les notes du livret le groupe vivait, travaillait et dormait dans les studios.
Sorti après deux albums majeurs de la discographie de Uriah Heep, Sweet Freedom se démarque de ses prédécesseurs par une approche plus rock et moins progressive. La différence est également évidente au niveau des paroles : les textes sont moins épiques et plus d'actualité ; seul le titre Pilgrim se rapproche des compositions passées. Si Ken Hensley reste le principal compositeur, on peut remarquer que le bassiste Gary Thain s'est plus investi dans l'écriture des titres (trois, quatre en comptant les titres bonus).
L'unique single de l'album, Stealin' se classa à la 91e place du Billboard Hot 100 aux États-Unis, à la 40e place en Allemagne, 9e place en Norvège et à la 17e place en Nouvelle-Zélande.
L'album se classa à la 31e place du Billboard 200 aux États-Unis, à la 18e place au Royaume-Uni. Il se classa aussi dans les charts allemands, autrichiens et atteignit même la seconde place en Norvège, devancé seulement par l'album Goats Head Soup des Stones.
En mars 2004, sortira la version DeLuxe Edition, comprenant six titres bonus dont un inédit, Sunshine qui fut la face B du single Stealin'.

## Liste des titres
- Tous les titres sont signés par Ken Hensley, sauf indications.

### Album original
Face 1
1. Dreamer (Gary Thain, Mick Box) - 3:41
2. Stealin' - 4:49
3. One Day (Hensley, Thain) - 2:47
4. Sweet Freedom - 7:08

Face 2
1. If I Had the Time - 5:43
2. Seven Stars - 4:28
3. Circus (Thain, Box, Lee Kerslake) - 2:44
4. Pilgrim (Hensley, David Byron) - 7:10

### Expanded De Luxe Edition 2004
1. Dreamer (Gary Thain, Mick Box) - 3:41
2. Stealin' - 4:49
3. One Day (Hensley, Thain) - 2:47
4. Sweet Freedom - 7:08
5. If I Had the Time - 5:43
6. Seven Stars - 4:28
7. Circus (Thain, Box, Kerslake) - 2:44
8. Pilgrim (Hensley, David Byron) - 7:10
9. Sunshine (single B-side) (Thain, Box) - 4:48
10. Seven Stars (Extended version) - 7:03
11. Pilgrim (Extended version) (Byron, hensley)- 8:29
12. If I Had the Time (Démo) - 6:02
13. Sweet Freedom (alternate live version) - 6:48
14. Stealin'(alternate live version) - 5:41

## Musiciens
- Mick Box: guitares
- David Byron: chant
- Ken Hensley: claviers, guitares, chœurs
- Lee Kerslake: batterie, percussions, chœurs
- Gary Thain: basse

## Charts & certifications

### Album
Charts
| Pays                          | Durée du classement | Meilleur classement | Date              |
| ----------------------------- | ------------------- | ------------------- | ----------------- |
| Allemagne (GfK Entertainment) | 6 semaines          | 12e                 | 15 octobre 1973   |
| Australie (Go-Set Magazine)   | 1 semaine           | 19e                 | 9 février 1974    |
| Autriche (Ö3 Austria Top 40)  | 4 semaines          | 9e                  | 15 novembre 1973  |
| Canada (RPM)                  | 13 semaines         | 5e                  | 8 décembre 1973   |
| États-Unis (Billboard 200)    | 23 semaines         | 33e                 | 10 novembre 1973  |
| (VG-lista)                    | 17 semaines         | 2e                  | 8 octobre 1973    |
| Royaume-Uni (UK Albums Chart) | 3 semaines          | 18e                 | 30 septembre 1973 |

Certifications
| Pays        | Certification | Ventes    | Date              |
| ----------- | ------------- | --------- | ----------------- |
| États-Unis  | Or            | 500 000 + | 5 mars 1974       |
| Royaume-Uni | Argent        | 60 000 +  | 1er novembre 1973 |

### Single
| Single   | Chart            | Durée du classement | Position | Date             |
| -------- | ---------------- | ------------------- | -------- | ---------------- |
| Stealin' | (Single Top 100) | 3 semaines          | 40e      | 1er octobre 1973 |
| Stealin' | (Hot 100)        | 7 semaines          | 91e      | 27 octobre 1973  |
| Stealin' | (VG-lista)       | 3 semaines          | 9e       | 12 novembre 1973 |